# Guido Tieghi
Guido Tieghi (Milano, 1º maggio 1925 – Vercelli, 14 ottobre 1973) è stato un allenatore di calcio e calciatore italiano, di ruolo attaccante.

## Biografia
Combatté la guerra partigiana nel Biellese, nelle file della 182ª Brigata Garibaldi.
Il 18 febbraio 1947 si sposò con Gisella Musso (Vercelli, 13 ottobre 1929) ed ebbero un figlio,  Dario (gennaio 1953). Dal giugno 1948 sino all'aprile 1950 fu detenuto, prima nel carcere di Vercelli e poi in quello di Marassi, con l'accusa di complicità in un delitto politico durante la guerra partigiana. Dopo 22 mesi di reclusione, fu scarcerato l'8 aprile 1950, allorché si seppe che non aveva nessuna responsabilità nella vicenda: una falsa accusa, suffragata da falsi indizi, e un'indagine affrettata avevano portato all'ingiusta condanna del calciatore.
Morì all'ospedale S. Andrea di Vercelli il 14 ottobre 1973 all'età di 48 anni, per un male incurabile di cui soffriva da diversi mesi.
La sua vita è stata raccontata da Massimo Novelli nel libro La vita strappata di Guido Tieghi. Una storia della Resistenza (Graphot Storia, 2025).

## Caratteristiche tecniche
Era un centravanti di sfondamento, dotato di tiro potente e preciso. Era solito destreggiarsi in lunghe volate verso la porta.

## Carriera
Proveniente dalla Pro Vercelli, nell'estate del 1946 viene acquistato dal Grande Torino, dove tuttavia, chiuso in prima linea da mostri sacri quali Guglielmo Gabetto, Ossola e Valentino Mazzola, scende in campo per soli 3 incontri di campionato, andando a segno in due occasioni (nel successo interno sul Bari e in quello esterno sul Modena, conquistando lo scudetto 1946-1947.
A fine stagione passa al Livorno, dove è protagonista di un'ottima stagione con 14 reti all'attivo (capocannoniere della formazione labronica), fra cui una tripletta all'Inter. A fine stagione torna in Piemonte passando al neopromosso Novara. Prosegue quindi la carriera fra Serie B (con le maglie di Livorno e Reggiana) e Serie C, con il Vigevano. Chiude nel 1957, con la maglia dell'Aosta.
In carriera ha totalizzato complessivamente 49 presenze e 20 reti in Serie A e 41 presenze e 12 reti in Serie B.

## Palmarès

### Giocatore

#### Competizioni nazionali
- Campionato italiano: 1

Torino: 1946-1947
- IV Serie: 1

Vigevano: 1954-1955